# Herbert-Felskänguru

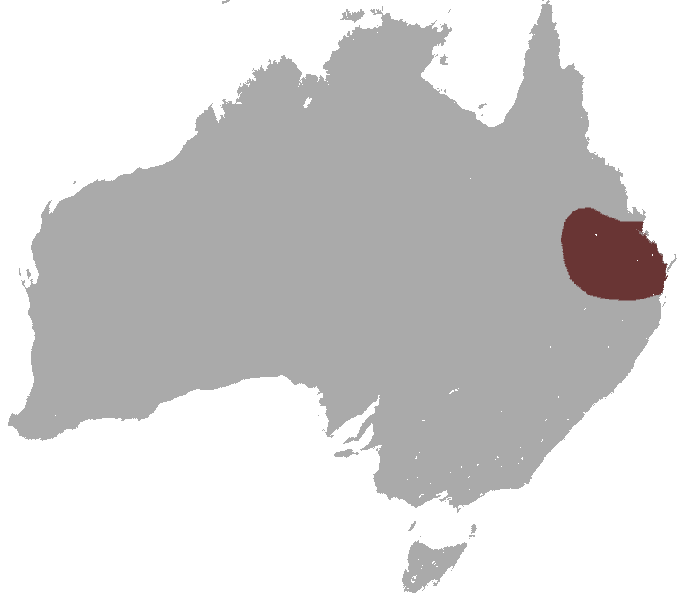
Verbreitungsgebiet des Herbert-Felskängurus

Das Herbert-Felskänguru (Petrogale herberti) ist eine Känguruart aus der Gattung der Felskängurus. Es lebt im südöstlichen Queensland zwischen Fitzroy River im Norden, Nanango im Süden und Clermont im Westen.

## Merkmale
Männchen erreichen eine Kopfrumpflänge von 50 bis 61,5 cm und haben einen 51 bis 66 cm langen Schwanz und ein Gewicht von 4,9 bis 6,7 kg. Die bisher vermessenen Weibchen hatten eine Kopfrumpflänge von 47 bis 56 cm, haben einen 48 bis 57 cm langen Schwanz und erreichen ein Gewicht von 3,1 bis 4,9 kg. Der Rücken ist graubraun, die Bauchseite ist heller. Das Gesicht und die Schultern sind dunkler als der Rücken. Auf den Wangen verläuft ein waagerechter heller Streifen. Die Gliedmaßen sind braun, Vorder- und Hinterfüße dunkler als Arme und Beine. Der hintere Abschnitt des Schwanzes ist leicht buschig und dunkler als der vordere Teil des Schwanzes gefärbt. Im Norden des Verbreitungsgebietes sind die Tiere insgesamt heller, der Schwanz ist weniger buschig und die unterschiedlichen Farben des Körpers kontrastieren nur wenig. Das diploide Genom von Petrogale herberti umfasst 2n = 22 Chromosomen.

## Lebensraum und Lebensweise
Das Herbert-Felskänguru lebt in Felsregionen und in Schluchten, die in Wäldern oder im Buschland liegen. Es ist im heißen Sommer nachtaktiv, in den übrigen Jahreszeiten dämmerungs- und teilweise tagaktiv. An kalten Tagen sonnen die Tiere sich morgens auf Felsen sitzend, bevor sie die Felsen verlassen, um zu fressen. Weibchen bekommen ein einzelnes Jungtier pro Jahr. Die Lebensweise des Herbert-Felskängurus entspricht wahrscheinlich der des Bürstenschwanz-Felskängurus (Petrogale pennicillata). Genaueres ist nicht bekannt.

## Systematik
Das Herbert-Felskänguru wurde im Jahr 1926 durch den britischen Zoologen Oldfield Thomas erstmals beschrieben. Es galt lange Zeit als Unterart des Queensland-Felskängurus (P. inornata), später des Bürstenschwanz-Felskängurus (P. pennicillata), mit dem es im äußersten Süden seines Verbreitungsgebietes hybridisiert. Erst im Jahr 1992 bekam es wieder den Status als eigenständige Art. Innerhalb der Gattung der Felskängurus (Petrogale) gehört es zur lateralis/penicillata-Artengruppe.

## Gefährdung
Das Herbert-Felskänguru wird von der IUCN als nicht gefährdet (Least Concern) gelistet. Das Verbreitungsgebiet ist relativ groß und die Tiere sind dort relativ häufig. Im Verbreitungsgebiet gibt es mehrere Schutzgebiete.